# 30242 Naymark
30242 Naymark este un asteroid din centura principală de asteroizi.

## Descriere
30242 Naymark este un asteroid din centura principală de asteroizi. A fost descoperit pe 27 aprilie 2000 la Socorro, New Mexico, în cadrul proiectului LINEAR. Asteroidul prezintă o orbită caracterizată de o semiaxă mare de 2,39 ua, o excentricitate de 0,09 și o înclinație de 7,8° în raport cu ecliptica.